# 김귀주
김귀주(金龜柱, 1740년~1786년)는 조선 후기의 정치인 겸 외척 및 척신이다. 본은 경주(慶州)로, 영조의 척신이기도 했고, 영조 말기 외척당인 남당을 결성하여 홍봉한의 북당과 대립하였다.

## 생애와 주요 활동
민회빈 금천 강씨의 신원을 주청하다 장살 사형 조처된, 김홍욱의 5대손이며 오흥부원군 김한구의 아들로, 정순왕후 김씨는 그의 누이동생이다. 1760년 음서로 관직에 진출해 좌승지에 올랐으며 문과에 급제한 뒤 순탄한 벼슬길을 걸었다.
1761년(영조 37년)에 사도세자가 평양에 무단 여행 갔을 때 당시 정승이던 정휘량과 홍봉한이 이를 말리지 않고 영조에게 알리지도 않는다는 밀봉 상소를 영조에게 직접 올리려 한다. 이후 강원도 관찰사, 좌부승지 등을 역임하였으며, 외척당인 남당을 만들어서 당시 실권을 장악하던 북당의 홍봉한(정조의 외할아버지)과 대립하였다. 이들은 세손(정조)의 외할아버지인 홍봉한을 탄핵하는데 주력해 공홍(攻洪)파라고 불렸다. 이후 홍봉한을 정계에서 실각시키려 하였는데, 1770년 한유를 사주해 홍봉한을 탄핵했으며 세손이 영조를 수가하지 않는 틈을 타 정후겸과 함께 숙부이던 김한기가 영조에게 홍봉한이 세손을 제거하고 대신 은언군 인을 추대하려 한다는 고변을 한다. 홍봉한은 이 사건에 연루되어 청주에 부처되었으나 영조가 이내 혜빈을 위한다는 명목하에 철회한다.[http://sillok.history.go.kr/id/kua_14702011_006]  이러한 대목은 김귀주 세력의 성장과 홍봉한 등 영조계열의 척신들 간의 균형을 위한 영조의 탕평정치의 연장선으로 여겨진다.
1775년 홍인한, 정후겸 등이 세손의 대리청정을 반대했다는 이른바 《명의록》 사건과 김귀주는 관련이 없으며, 1776년 3월 정조가 즉위하자 그는 한성판윤에 임명되었다. 그러나 7월에 홍인한, 정후겸에 대한 처분이 끝나자, 정조는 곧 김귀주를 혜경궁 홍씨의 건강 악화에 따른 대소 신료의 문안 과정에서 이를 이행하지 않았다는 죄로 흑산도에 유배되는데 홍인한의 건을 언급하면서 정조 스스로 홍인한 - 정후겸 - 김귀주의 숙청은 정조가 가진 척신 척결의 연장선임을 밝히고 있다.[http://sillok.history.go.kr/id/kva_10009009_003]  여기서 김귀주의 임진년 상소도 언급하고 있는데 임진년 당시 정조가 외조부에게 보낸 편지를 보면 김귀주를 흉악하고 반역스럽다고까지 표현하고 있다. [https://terms.naver.com/entry.naver?docId=2807260&cid=55635&categoryId=55635&expCategoryId=55635]  또한 정조24년 4월 27일에 숙부에게 보낸 편지에서도 자신의 외조부의 연보가 너무 간략하다며 당시의 일들에 대해 그것이 도대체 무슨사건이며 어떤 사단의 원인이 무엇이며 누구로부터 비롯되었는지 도대체 후세 사람이 대관절 어떻게 알겠느냐고 까지 항의하며 김귀주에 대해 적대적으로 쓰고 있다. 홍상범의 역모사건에 정조에 의해 바로 사사시키라는 명령이 떨어진건 이런 세손 시절 김귀주에 대한 반감이 작용한걸로 보여진다. 그러나 홍국영 등의 반대로 취소된다.
1779년에는 홍국영에 의해 더 높은 형벌인 위리안치에 처해졌다. 1784년 문효세자의 왕세자 책봉으로 특사령이 내려져 유배지가 육지인 나주로 옮겨졌으나 결국 2년 뒤 돌연 사망하고 말았다.

## 사후
정조가 사망하고 1801년 순조의 나이가 어려 대왕대비인 정순왕후의 수렴청정이 이루어지게 되자, 김귀주는 복권되고 김귀주는 이조판서로 추증되고 그의 6촌 재종제 김관주가 예조참판까지 되는 등 일족들은 다시 등용됐다. 그러나 1803년 정순왕후 김씨 수렴청정 이후 벽파가 몰락하면서부터 또 다시 삭탈관작에 처해졌다.

## 가족 관계
- 증조부 : 김두광(金斗光)
  - 조부 : 김선경(金選慶)
    - 아버지 : 김한구(金漢耉)
    - 어머니 : 원주 원씨 - 원명직의 딸
      - 부인 : 덕수 이씨 - 이춘빈(李春彬)의 딸
        - 아들 : 김노충(金魯忠)

      - 부인 : 반남 박씨 - 박사경(朴師經)의 딸
      - 동생 : 정순왕후 김씨
      - 매제 : 조선 영조

## 김귀주가 등장한 작품
- 1991년 KBS1 드라마 《왕도》 배우:강민호
- 2007년 MBC 드라마 《이산》 배우:정명환
- 2008년 SBS 드라마 《바람의화원》 배우:최정우
- 2015년 영화 《사도》 배우:김민규